# S'Unió de s'Arenal
S'Unió de s'Arenal és una publicació mensual il·lustrada dedicada a la informació local de la població turística de s'Arenal de Mallorca, dels municipis de Palma i de Llucmajor, en castellà i català. Inclou seccions d'esports, d'història i d'esports. Començà a publicar-se el gener de 1988 sota la direcció de Jaume Alzamora Bisbal. Algunes temporades ha tingut periodicitat quinzenal. Té un tiratge de 800 exemplars. Actualment n'és director Bartomeu Sbert Barceló, que en fou fundador juntament amb Alzamora. Entre els seus col·laboradors hom hi troba Mateu Monserrat Pastor i Bartomeu Font Obrador. És membre de l'Associació de Premsa Forana de Mallorca.